# Prinsessan Sofia Charlotta (1725)
Prinsessan Sofia Charlotta var ett svenskt 50-kanoner linjeskepp, byggt 1725 på entreprenad i Stockholm. Det deltog i sjötågen 1742 samt 1757–62 men försåldes 1781.